# NN-124
La NN-124 es una carretera departamental clasificada como camino vecinal en Nicaragua. Esta vía comienza en el Sur, conectándose con la NIC-23A y la NN-264 a la altura del municipio de San Pedro de Lóvago, departamento de Chontales, y culmina en la Finca Jardines de Veracruz, en el departamento de Chontales.

## Extensión
Con una extensión de 2,63 km, la NN-124 juega un rol clave en la conectividad y transporte de la región.